# ویرپندی، تهنی
ویرپندی، تهنی (به انگلیسی: Veerapandi, Theni) یک زیستگاه انسانی در هند است که در Theni district واقع شده‌است.

## خصوصیات
ویرپندی ۱۴٬۲۴۸ نفر جمعیت دارد.